# Wardarski region statystyczny
Wardarski region statystyczny (mac. Вардарски регион) – jeden z ośmiu regionów statystycznych w Macedonii Północnej. Jest najmniejszym z nich pod względem liczby mieszkańców.
Powierzchnia regionu wynosi 4042 km², co czyni go największym spośród regionów statystycznych. Liczba ludności według spisu powszechnego z 2002 roku wynosiła 154 535 osób, zaś według szacunków w 2016 roku wynosiła 152 571 osób.
Region wardarski graniczy z Grecją, regionem południowo-zachodnim, południowo-wschodnim, skopijskim oraz wschodnim.

## Gminy w regionie
- Wełes
- Gradsko
- Demir Kapija
- Kawadarci
- Negotino
- Rosoman
- Czaszka